# 서산 김동진 가옥
서산 김동진 가옥(瑞山 김동진 가옥)은 대한민국 충청남도 서산시 고북면에 있는 조선시대의 건축물이다. 2005년 10월 31일 충청남도의 민속문화재 제21호로 지정되었다.

## 개요
고북면 가구리에 위치하고 있는 김동진 가옥은 안채, 사랑채, 중문채, 대문채와 21칸 규모의 한식목조로 된 창고채, 블록조의 창고건물이 있으며, 토담이 전체 대지를 둘러싸고 있다.
ㄴ자 평면의 대문채를 들어서면 좌측으로 치우쳐 사랑채가 있으며, 그 뒤로 안채가 자리하고 있다.
사랑채의 좌측에 중문채가 사랑채와 붙어있어며, 1칸의 대문간으로 출입할 수 있다. 중문채 밖으로 담장과 연결된 쪽문과 창고채가 있다.
원래 건물은 안채와 사랑채가 연결된 ㄷ자형 평면이었다고 한다. 안채는 1972년 건물이 축소되었다고 하며 중문채에 부속되었던 곳간은 소실된 상태이다

## 참고 문헌
- 서산김동진가옥 - 국가유산청 국가유산포털